# 制限君主制
制限君主制（せいげんくんしゅせい）とは、君主制の一形態であり、憲法や法律によって君主の権力が法的に制限されている政体のことである。現代においては立憲君主制と同義として説明されることが多い。

## 概要
君主が統治権を保有している一方、その運用については様々な制限が加わる。
憲法によって君主の地位が明記されている政体は「立憲君主制」と呼ばれるが、立憲君主制の国家であっても、政府首脳を王家の一族が占めているようなケースでは実質上、絶対君主制と変わりが無い。
そのような事例を排除し、純粋に「君主の権力が制限されている」政体を指す用語として使用されている。